# Шулавери (село)
Шулавери (груз. შულავერი) — село в Грузии, на территории Марнеульского муниципалитета края (мхаре) Квемо-Картли.

## География
Село находится в юго-восточной части Грузии, на левом берегу реки Шулавери, на расстоянии приблизительно 9 километров (по прямой) к югу от города Марнеули, административного центра муниципалитета. Абсолютная высота — 376 метров над уровнем моря.

## Население
По результатам официальной переписи населения 2014 года в Шулавери проживало 1551 человек (760 мужчин и 791 женщина). В национальной структуре населения азербайджанцы составляли 49,4 %, грузины — 31 %, армяне — 17,6 %, русские — 2 %.
| Год  | Население, человек |
| ---- | ------------------ |
| 2002 | 1787               |
| 2014 | ↘ 1551             |